# Themar
Themar là một thị xã in the huyện Hildburghausen, ở bang Thüringen, Đức. Đô thị này có diện tích 20,19 km², dân số thời điểm ngày 31 tháng 12 năm 2006 là 3099 người. Đô thị này tọa lạc bên sông Werra, cự ly 11 km về phía tây bắc của Hildburghausen, và 14 km về phía tây nam của Suhl.